# 古奇峰育樂園

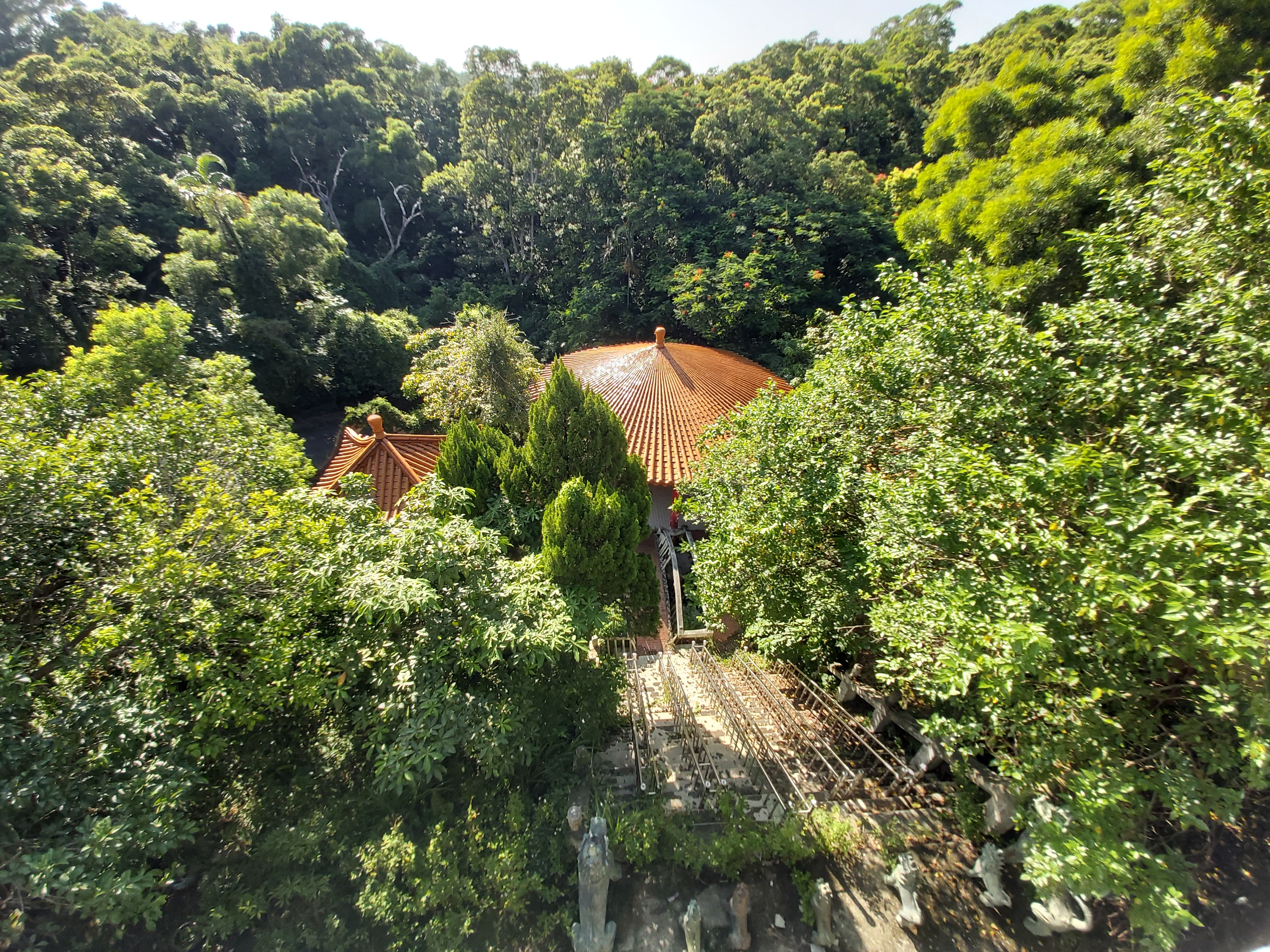
古奇峰育樂園園區鳥瞰圖

古奇峰育樂園，又名鄭再傳紀念公園，是位於新竹市東區古奇峰的遊樂園，為新竹普天宮1967年規劃闢建的附屬設施，園區位於廟前廣場的下方，分為室內的民俗文物館與戶外景觀區兩部。1998年，創辦人鄭再傳辭世，原文物館更名為「鄭再傳紀念館」，古奇峰育樂園也變更為其紀念公園。園區每週六、日免費開放參觀，其餘時間關閉。

## 概要

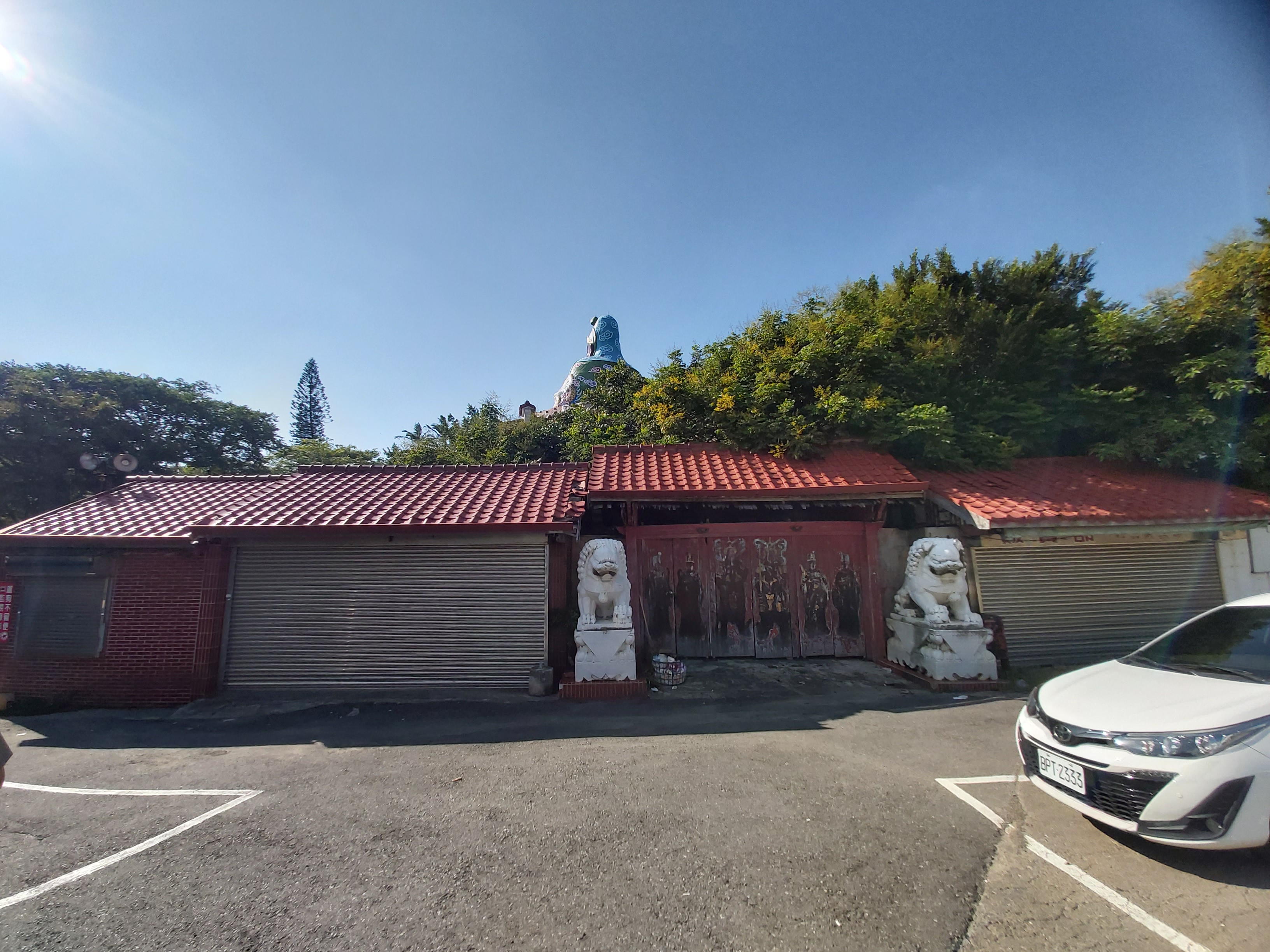
普天宮停車場邊的萬馬奔騰館、乾清宮館的入口處舊址

古奇峰育樂園以新竹普天宮為核心，周圍有室内場館九座即乾清宫馆、天坛、木雕展览馆、醒世堂、民俗文物馆、乘翼华翔馆、书香闻第馆、兵马俑馆與万马奔腾馆等場域，其中万马奔腾馆容纳有小小文献馆、火车头馆、珊瑚城及全长高2公尺67公分，宽15公尺30公分的万马奔腾艺术屛风和木雕十二生肖。除了民俗文物館以外，大部分場館都已廢棄。

### 民俗文物館

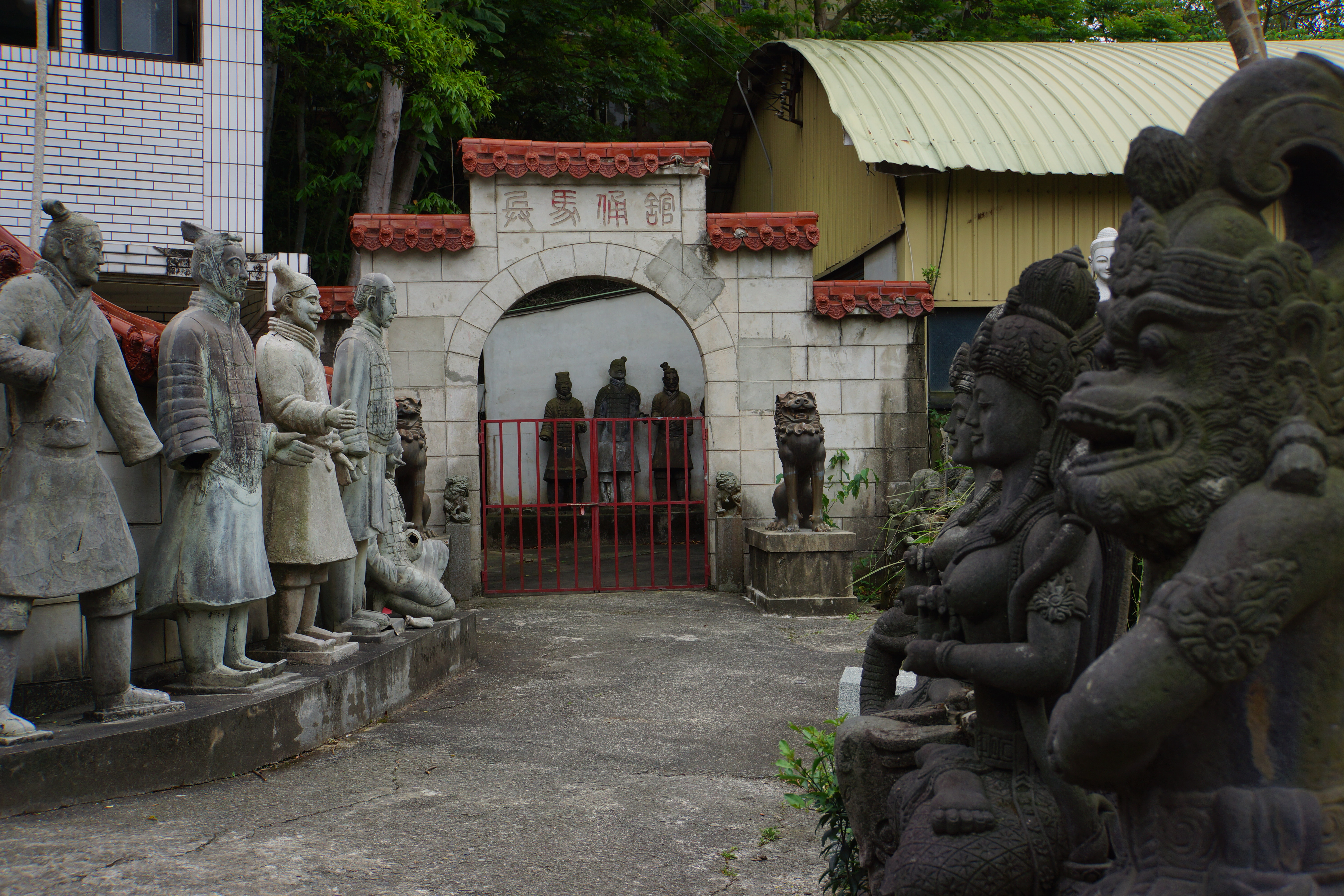
兵馬俑館

古奇峰育樂園文化館位於普天宮前廣場正下方，佔地千坪，由前新竹市議會議長鄭再傳聘請楊英風之子楊奉琛規畫建造，1987年2月17日正式對外開放，全館分為精品館及一樓、二樓三部份，共有四個展示區；其建築包括地下二層及地上八層，另有兵馬俑專館佔地約五百坪。民俗文物館展出鄭再傳畢生典藏的重要古物、民藝品、及仿製品，包括「雙音編鐘、玉龍床、玉塔、玉龍船、古玉、玉仙桃、玉時鐘、玉馬車、牙雕製品、羔羊跪乳牙雕、乾隆帝后牙雕、象牙球、其它象牙製品、皇帝座、清朝木雕床、傀儡戲、皮影戲、布袋戲偶、山地文物、雅石、刺繡藝品、鴉片煙斗、如意、朝笏、陶瓷器、交趾陶、石灣陶塑、金屬工藝品、木雕藝品、銅器魚洗、微雕髮雕、大硯台、千佛窟、模型」等展件；其中模型展件以渾儀、渾象、記里鼓車、指南車、地動儀等中國古代五大發明項目為要，按照蘇頌《新儀象法要》內容復原製作。另有「古代農村」、「城隍爺出巡」、「竹蓮寺」、「古式婚禮」和「民國八十年龍山寺花燈盛況」等大型民俗木雕製品五大件。

### 遊樂園景觀區

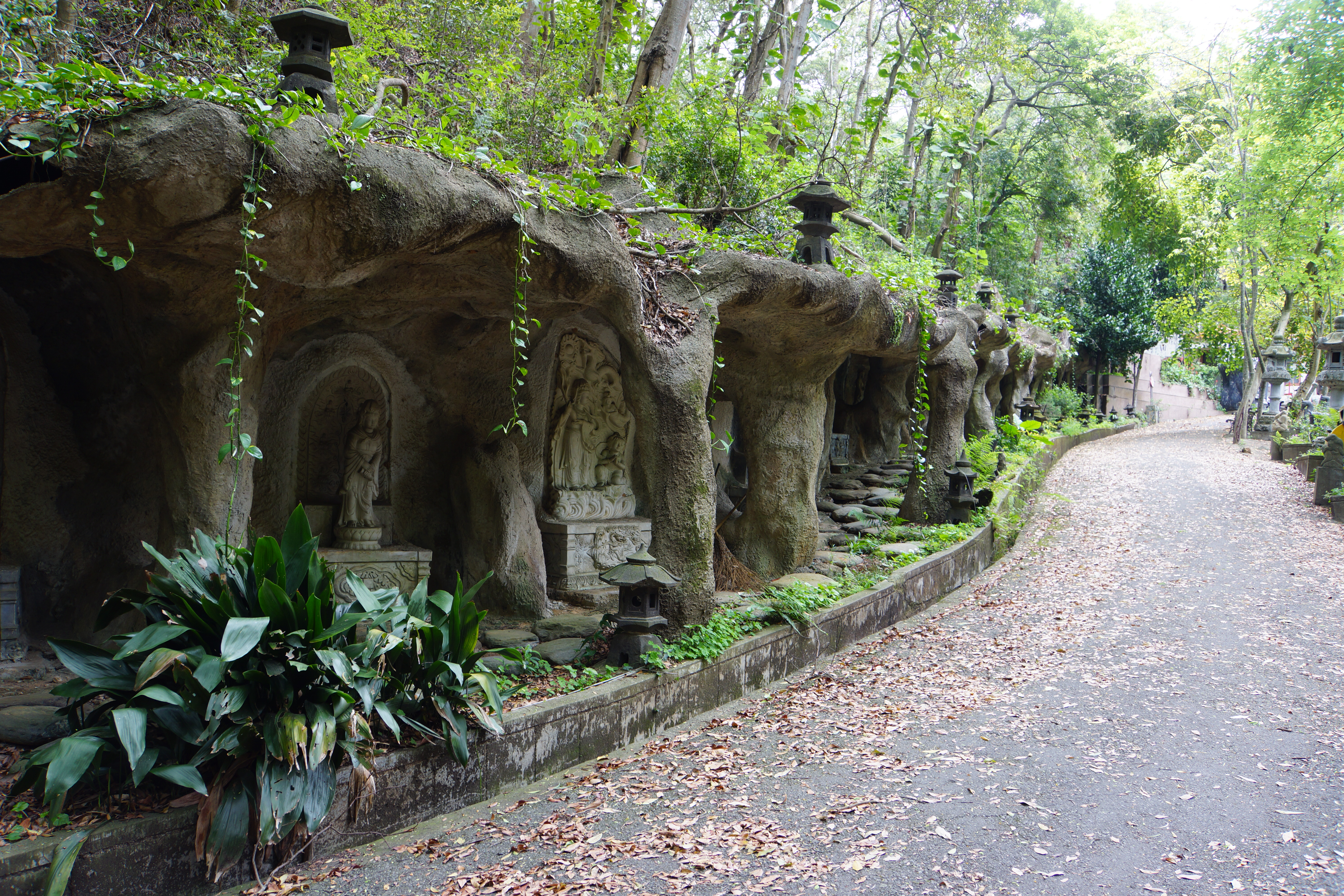
千佛窟步道

1967年，普天宮興建同時於廟前下方園地成立「古奇峰育樂園」，至1995年始由「古奇峰觀光事業股份有限公司」負責經營、維護，內有千佛窟步道、西洋雕塑公園「美的世界」、「治百病神獸」雕塑與木化石館、供應站、桂河大橋、瀑布、幽谷、玉帶橋、石舫、水車、民俗遊樂園、中國古戰車展示場等景觀區以及「原野樂園」和「森林烤肉區」。2003年「古奇峰觀光事業股份有限公司」宣告停業，戶外園區開始因疏於維護而呈現瀕臨廢棄狀態。

## 外部連結
- 鄭再傳紀念公園